# Lily Anderson
Pour les articles homonymes, voir Anderson.
Lilian Lily Anderson (1922 - août 1982) était une militante sociale irlandaise et communiste,,.

## Biographie
Lilian Anderson est née en 1922 dans le nord de Belfast. En 1942, elle rejoint le Parti communiste, siégeant au sein des sous-comités pour les femmes, les services sociaux et l'éducation pendant de nombreuses années.
Au cours des années 1960, elle est surtout connue pour sa campagne pour de meilleures crèches. Elle participe au Mothers' Club, qui joue un rôle déterminant dans la formation de la Nursery Mothers' Action Campaign de 1964 à 1966, alors que ses enfants fréquentent l'école maternelle associée de Frederick Street. Elle est présidente du Mothers' Club, jouant un rôle clé dans cette campagne, connue pour sa condamnation de la fermeture des crèches ouvertes pendant la Seconde Guerre mondiale. Son argument est que, en vertu de la loi de 1947 sur l'éducation, de telles crèches doivent être fournies. Elle dénonce l'attitude selon laquelle les crèches seraient utilisées par des « mères paresseuses se débarrassant de leurs enfants dans des crèches ». La campagne entraîne l'ouverture de crèches au Victoria Barrack Estate et au New Lodge à Belfast,.
Elle est également une militante active dans les mouvements pour la paix à Belfast. Elle épouse Theo Anderson et le couple a sept enfants. Lorsque la famille déménage à Newtownabbey, elle aide à la fondation d'une classe de maternelle à l'école primaire de Whitehouse.
Anderson meurt en Bulgarie en août 1982 dans un accident de voiture lors d'un séjour en famille.